# Coix
Genre
Coix est un genre de plantes monocotylédones  de la famille des Poaceae (Graminées), sous-famille des Panicoideae, originaire d'Asie tropicale, qui comprend quatre espèces acceptées.
Étymologiele nom générique Coix  choisi par Linné a été appliqué par Théophraste à une plante indéterminée. Il pourrait dériver de la racine grecque « κόϊξ » (kóïx) qui désigne un type de palmier-doum, Hyphaene thebaica, en référence aux diaspores qui évoquent les fruits de ce palmier,,.

## Caractéristiques générales
Les plantes du genre Coix sont des plantes herbacées, annuelles ou vivaces, aux tiges (chaumes) dressées ou rampantes, pouvant atteindre de 70 cm à 4 mètres de haut, aux entrenœuds pleins.
Ce sont des plantes monoïques, dont tous les épillets fertiles sont unisexués, sans fleurons hermaphrodites, mais les épillets mâles et femelles sont présents sur la même plante, mais sur des ramifications distinctes d'une même inflorescence.
L'inflorescence forme une panicule particulière, munie de spathes, composées d'un racème femelle comprenant généralement trois épillets très réduits enveloppés dans un involucre globuleux ou « gaine pistillée » et d'un racème mâle séparé par une bractée (préfeuille) et porté par un pédoncule traversant l'apex de l'involucre.
Le fruit est un caryopse de taille moyenne comprimé dorsoventralement, présentant  un hile court (circulaire ou elliptique) et un embryon grand à albumen dur, sans lipides, ne contenant que des grains d'amidon simples.

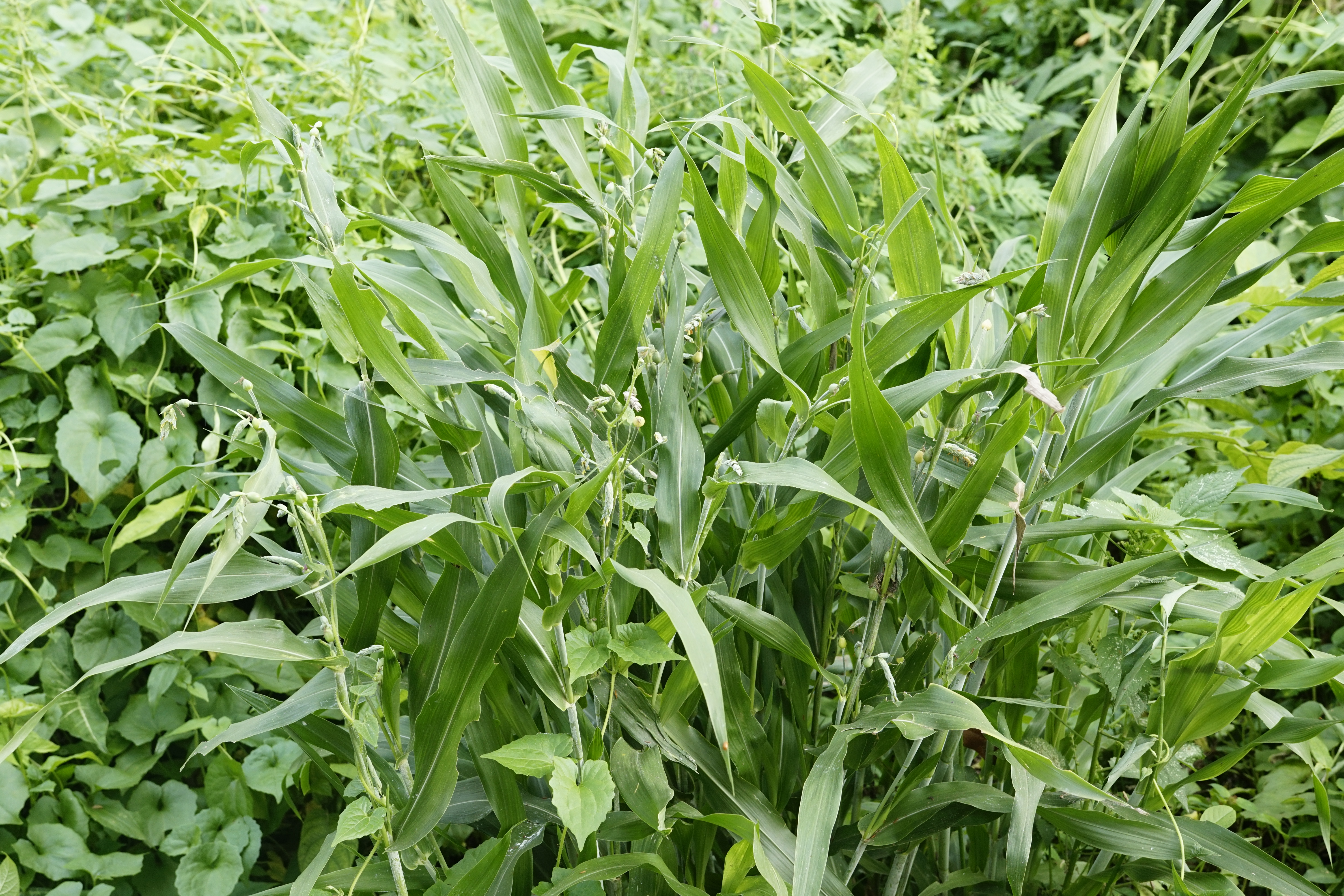
Coix lacryma-jobi, feuillage.
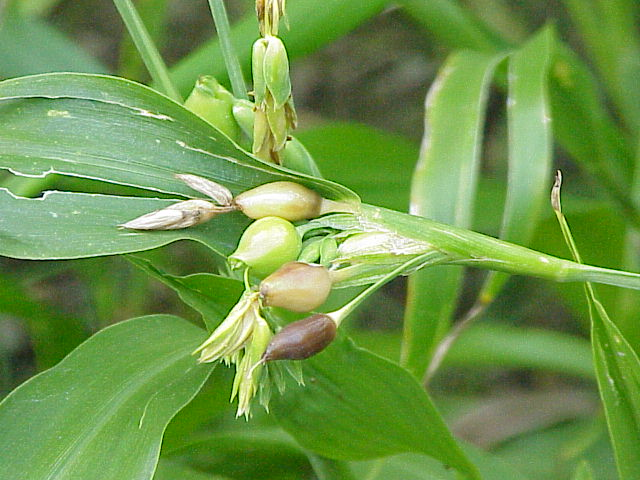
Coix lacryma-jobi, inflorescence.
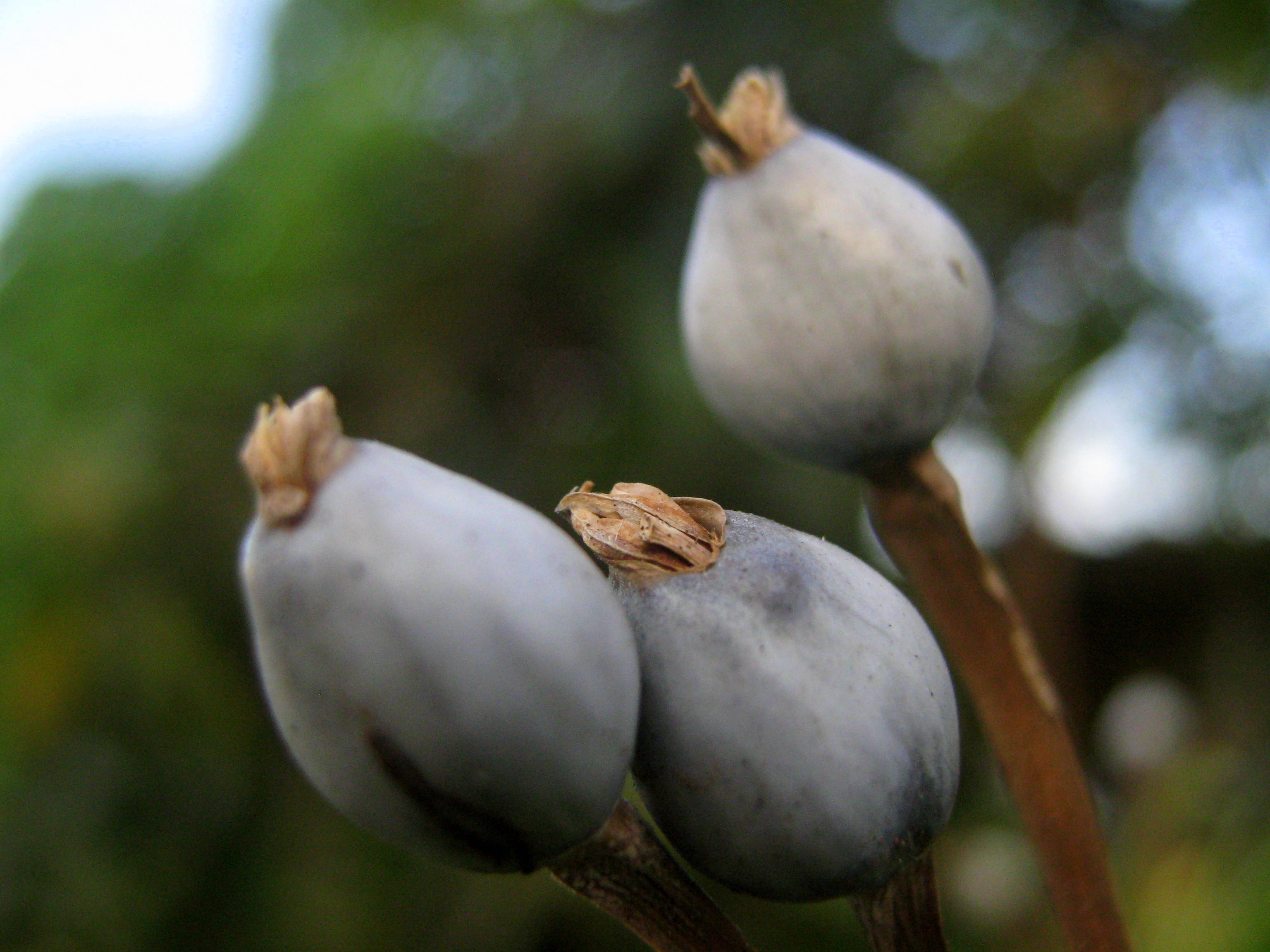
Coix lacryma-jobi, fruits.

## Distribution et habitat
L'aire de répartition originelle des espèces du genre Coix s'étend en Asie tropicale et orientale depuis le sous-continent indien (Bangladesh, Bhoutan, Inde, Sri Lanka) jusqu'au Philippines et au Japon en incluant notamment la Birmanie, la Thaïlande, le Vietnam, la Malaisie et la Chine (Guangdong, Guangxi, Yunnan). Certaines formes ont été très tôt introduites dans le bassin méditerranéen où elles se sont naturalisées par exemple dans la péninsule ibérique,.

## Taxinomie
Le genre Coix a été décrit par le botaniste Carl von Linné et publié dans son Species plantarum en 1753.

### Synonymes
Selon GRIN :
- Lachryma-jobi Ortega
- Lachrymaria Heist. ex Fabr.
- Lacryma Medik.
- Lithagrostis Gaertn.
- Sphaerium Kuntze

### Liste d'espèces
Selon The Plant List (29 octobre 2017), 36 espèces rattachées au genre Coix par les auteurs ont été décrites mais seules les quatre listées ci-dessous sont désormais des espèces acceptées, les autres sont considérées comme des synonymes (29), ou bien non classée (1) ou non évaluée (1) :
- Coix aquatica Roxb.
- Coix gasteenii B.K.Simon
- Coix lacryma-jobi L.
- Coix puellarum Balansa